# Rio Crainiţa
O Rio Crainiţa é um rio da Romênia, afluente do Sebeş, localizado no distrito de Sibiu.